# 14 Armia (RFSRR)
14 Armia (ros. 14-я армия) – związek operacyjny Armii Czerwonej okresu wojny domowej w Rosji i wojny polsko-bolszewickiej.

## Formowanie i walki
14 Armia sformowana została w czerwcu 1919 z jednostek 2 Ukraińskiej Armii Radzieckiej oraz oddziałów ściągniętych z Rosji. 
Brała udział w walkach z Siłami Zbrojnymi Południa Rosji A. Denikina, wypierając je z Charkowa, Donbasu i Odessy. W 1919 dowodzona przez Ijeronima Uborewicza wspólnie z 13 Armią w walkach w rejonie Orła i Kromami pokonała wojska białogwardyjskiego gen. Aleksandra Kutiepowa.
10 stycznia 1920 weszła w skład Frontu Południowo-Zachodniego Aleksandra Jegorowa. W wojnie polsko-bolszewickiej podeszła pod Lwów, lecz miasta nie zdobyła. Podczas polskiej ofensywy w Galicji w okresie wrzesień-październik 1920 poniosła szereg porażek i wiele strat, które groziły jej demoralizacją i rozpadem. Po zawarciu rozejmu, wzmocniona nowymi oddziałami, walczyła z powodzeniem z ukraińskimi powstańcami. Rozformowana w 1921.

## Dowódcy armii
- Ijeronim Uborewicz[2]
- Michaił Wasilewicz Mołkoczanow (7 VII 1920[4] -)

## Struktura organizacyjna
w kwietniu 1920
- 41 Dywizja Strzelców
- 45 Dywizja Strzelców
- 60 Dywizja Strzelców
- 1 Samodzielna Brygada Kawalerii
- III Brygada Galicyjska CzUHA.

w maju 1920
- 21 Dywizja Strzelców
- 41 Dywizja Strzelców
- 60 Dywizja Strzelców